# Charlie w banku
Charlie w banku (ang. The Bank) − amerykański film niemy z 1915 roku, w reżyserii Charliego Chaplina. Premiera odbyła się 9 sierpnia 1915.

## Opis filmu
Charlie pracujący jako dozorca w banku jest zakochany w pięknej sekretarce, Ednie, koleżance z pracy. Ona jednak woli przystojnego kasjera. Pewnej nocy Charlie-dozorca zasypia. We śnie ratuje piękną sekretarkę i bank przed rabunkiem. Jednak po przebudzeniu Edna odrzuca jego miłość.

## Obsada
- Charlie Chaplin − Charlie, dozorca
- Edna Purviance − Edna, sekretarka
- Carl Stockdale − kasjer
- Charles Inslee − kierownik
- Fred Goodwins − rabuś
- Bud Jamison – szef